# 苏联共产党中央政治局
苏联共产党中央政治局 （羅馬化：Politbyuro TsK KPSS），1952至1966年间称为“苏共中央主席团”，为苏联共产党的中央决策和领导机构。政治局成员主要为苏共中央委员会内的高层委员。该机构设立于1919年3月召开的俄国共产党（布尔什维克）第八次代表大会上。

## 历届政治局

### 十月革命前夕首次成立政治局
1917年10月23日，布勃诺夫、季诺维也夫、加米涅夫、列宁、索科利尼科夫、斯大林和托洛茨基在中央委员会会议上当选为政治局委员。两天后爆发十月革命，政治局停止运作。

### 俄共（布）第八次代表大会
- 时间：1919年3月18—23日
- 1919年3月25日在八届一次中央全会上选出政治局、组织局。
- 委员：列宁、加米涅夫、克列斯京斯基、斯大林、托洛茨基、斯塔索娃（根据政治局和组织局之间的协议，中央委员会首席秘书斯塔索娃于1919年7月至9月临时成为政治局委员）
- 候补委员：布哈林、季诺维也夫、加里宁

### 俄共（布）第九次代表大会
- 时间：1920年3月29日—4月5日
- 1920年4月5日九届一中全会选出：
- 委员：列宁、加米涅夫、克列斯廷斯基、斯大林、托洛茨基
- 候补委员：加里宁、季诺维也夫、布哈林

### 俄共（布）第十次代表大会
- 时间：1921年3月8—16日
- 1921年3月16日十届一中全会选出
- 委员：列宁、托洛茨基、季诺维也夫、斯大林、加米涅夫
- 候补委员：莫洛托夫、加里宁、布哈林

### 俄共（布）第十一次代表大会
- 时间：1922年3月27日—4月2日
- 1922年4月3日十一届一中全会选出
- 委员：列宁、斯大林、季诺维也夫、加米涅夫、李可夫、托姆斯基、托洛茨基
- 候补委员：布哈林、莫洛托夫、加里宁

### 俄共（布）第十二次代表大会
- 时间：1923年4月17—25日
- 1923年4月26日十二届一中全会选出
- 委员：列宁（—1924年1月24日逝世）、托洛茨基、季诺维也夫、斯大林、加米涅夫、李可夫、托姆斯基
- 候补委员：加里宁、莫洛托夫、布哈林、鲁祖塔克
- 注释：布哈林集团成员李可夫，托姆斯基党内地位当时都比布哈林高

### 俄共（布）第十三次代表大会
- 时间：1924年5月23—31日
- 1924年6月2日十三届一中全会选出
- 委员：布哈林、季诺维也夫、加米涅夫、李可夫、斯大林、托姆斯基、托洛茨基
- 候补委员：莫洛托夫、加里宁、捷尔任斯基、鲁祖塔克、索科利尼科夫、伏龙芝
- 列宁逝世后的首届政治局。捷尔任斯基首次进政治局。伏龙芝是苏联第一位军人身份进入政治局。

### 全联盟共产党（布尔什维克）第十四次代表大会（1925年12月）
1926年1月1日十四届一中全会，选出布哈林（《真理报》主编）、伏罗希洛夫（中央革命军事委员会主席、陆海军人民委员）、季诺维耶夫（共产国际执行委员会主席）、加里宁（苏联中央执行委员会主席）、莫洛托夫（中央组织局委员、中央书记处书记）、李可夫（苏联人民委员会主席）、斯大林（组织局委员、中央总书记）、托姆斯基（全苏工会中央理事会主席）和托洛茨基（电力技术管理局局长、工业科学技术院院长）为政治局委员和，捷尔任斯基、加米涅夫、彼得罗夫斯基、鲁祖塔克和乌格拉诺夫为政治局候补委员。
联共十四大，斯大林联合布哈林集团，与新反对派斗争大获全胜。加米涅夫因在十四大上公开发言要求免去斯大林总书记职务，被降为政治局候补委员。季诺维耶夫在十四大上只在纲领上争论，未提人事变动要求，故保住了政治局委员。乌格拉诺夫因领导莫斯科党组织对加米涅夫“倒戈”有功第一次进入政治局。斯大林的盟友彼得罗夫斯基第一次进入政治局。
1926年7月20日捷尔任斯基逝世。
1926年7月23日中央委员会全体会议上斯大林又战胜季托同盟，季诺维也夫被免职，鲁祖塔克当选为正式成员，当选的候补委员为：安德烈耶夫、卡冈诺维奇、加米涅夫、基洛夫、米高扬、奥尔忠尼启泽、彼得罗夫斯基、乌格拉诺夫
1926年10月23日托洛茨基和加米涅夫在中央委员会和中央监察委员会联席会议上被解职。
1926年11月3日在中央委员会和中央监察委员会联席会议上解除了奥尔忠尼启则的职务；丘巴尔当选为候补委员。

### 全联盟共产党（布尔什维克）第十五次代表大会（1927年12月）
1927年12月19日，布哈林、伏罗希洛夫、加里宁、古比雪夫（最高国民经济委员会主席）、莫洛托夫、李可夫、鲁祖塔克（人民委员会副主席、斯大林和托姆斯基在中央委员会全体会议上当选为正式成员；安德烈耶夫、卡冈诺维奇, 基洛夫, 科西奥尔, 米高扬, 彼得罗夫斯基、乌格拉诺夫和丘巴尔当选为候选成员。政治局由斯大林派和布哈林集团组成。 
1929年4月29日中央委员会全会上，乌格拉诺夫被免职，鲍曼当选为政治局候补委员。这是打击布哈林集团的开始。
1929年6月21日瑟尔佐夫在中央委员会全体会议上当选为政治局候补委员。
1929年11月17日布哈林在中央委员会全体会议上被解职。

### 全联盟共产党（布尔什维克）第十六次代表大会（1930年6月）
1930年7月13日伏罗希洛夫、卡冈诺维奇（组织局委员、书记处书记、莫斯科市委第一书记）、加里宁、基洛夫（列宁格勒州委第一书记）、科西奥尔（乌克兰党中央第一书记）、古比雪夫（国家计委主席）、莫洛托夫、鲁祖塔克（人民委员会副主席）、李可夫和斯大林在中央委员会全体会议上被选举为正式成员；安德烈耶夫, 米高扬, 彼得罗夫斯基, 萨拉托夫和丘巴尔被选为候补委员。
1930年12月1日萨拉托夫在中央委员会全体会议上通过问卷调查（questionnaire）被解职（斯大林会发问卷选票给参加中央全会的委员们投票表决某人命运，一般他本人投弃权）。
1930年12月21日李可夫和安德烈夫在中央委员会和中央监察委员会联席会议上被免职;奥尔忠尼启则（最高国民经济委员会主席，1932年改任人民委员会重工业人民委员）当选为正式成员。安德烈耶夫是正常被免职，2年后重新入选。李可夫下台标志着布哈林集团彻底垮台。莫洛托夫任人民委员会主席。
1932年2月4日鲁祖塔克在中央委员会全体会议上被解职。安德烈耶夫（人民委员会副主席兼交通运输人民委员）当选为正式成员。
政治局委员：上届9人除布哈林届中被撤职外，托姆斯基在十六大上未连任外全部留任，新增3人 

### 全联盟共产党（布尔什维克）第十七次代表大会（1934年1月）
1934年2月10日安德烈耶夫（人民委员会副主席兼交通运输人民委员，1935年2月改任组织局委员、书记处书记） 、伏罗希洛夫（国防人民委员）、卡冈诺维奇（组织局委员、书记处书记、莫斯科市委第一书记，1935年改任组织局委员、书记处书记、人民委员会交通运输人民委员，后又兼任重工业人民委员兼燃料工业人民委员，1938年晋升人民委员会副主席）、加里宁（苏联中央执行委员会主席）、基洛夫（组织局委员、书记处书记、列宁格勒州委书记）、科西奥尔（乌克兰党中央第一书记）、古比雪夫(组织局委员、人民委员会第一副主席兼国家计委主席)、莫洛托夫（人民委员会主席）、奥尔忠尼基泽(重工业人民委员)和斯大林在中央委员会全体会议上被选举成为正式成员；米高扬（贸易人民委员）、彼得罗夫斯基、波斯特舍夫、鲁祖塔克和丘巴尔（人民委员会副主席）当选为候补委员
1934年12月1日基洛夫遇刺身亡。1935年1月25日古比雪夫病逝。
1935年2月1日米高扬和丘巴尔在中央委员会全体会议上当选为正式成员，日丹诺夫和埃赫当选为候补委员成员。
1937年2月18日奥尔忠尼启泽自杀。
1937年5月26日鲁祖塔克被开除中央委员会和党籍(1937年5月25日被捕)
1937年10月12日叶若夫在中央委员会全体会议上当选为候补委员。
1938年1月14日波斯特舍夫因为积极进行肃反做得过了头，在中央委员会全会上被免职；赫鲁晓夫当选为候补委员
1938年4月29日埃赫被捕。
1938年5月3日科西奥尔被捕(1939年2月26日处决)
1938年6月16日中央政治局的决定解除了丘巴尔的职务   

### 全联盟共产党（布尔什维克）第十八次代表大会（1939年3月）
1939年3月22日安德烈耶夫（组织局委员、书记处书记、联共（布）中央监察委员会主席；1943—1946年兼任人民委员会农业人民委员。1946—1953年兼任部长会议副主席兼集体农庄事务委员会主席）、伏罗希洛夫、[日丹诺夫]
（组织局委员、书记处书记、列宁格勒州和市委书记，1946年改任组织局委员、书记处书记、苏联最高苏维埃联盟院主席）、卡冈诺维奇（组织局委员、人民委员会副主席、部长会议副主席）、加里宁（最高苏维埃主席团主席）、米高扬（贸易人民委员，1946年起任部长会议副主席）、莫洛托夫（人民委员会主席，1941年后改任人民委员会第一副主席兼外交人民委员）、斯大林（组织局委员、中央总书记、1941年兼任人民委员会主席、1946年兼任部长会议主席） 和赫鲁晓夫（乌克兰党中央第一书记，1949年12月改任书记处书记兼莫斯科市委第一书记）在中央委员会全体会议上当选为正式成员;贝利亚（人民委员会副主席、内务人民委员）和什维尔尼克当选为候选成员
1941年2月21日（部长会议副主席、国家计委主席）、马林科夫和谢尔巴科夫在中央委员会全体会议上当选为候补委员。
1945年5月10日谢尔巴科夫去世。
1946年3月18日贝利亚和马林科夫（组织局委员、书记处书记、部长会议副主席）在中央委员会全体会议上当选为正式委员，布尔加宁和柯西金当选为候补委员。
1946年6月3日加里宁病逝。
1947年2月26日沃兹涅先斯基在中央委员会全体会议上当选为正式成员。
1948年2月18日布尔加宁（部长会议副主席、武装力量部部长）通过问卷批准成为正式会员。
1948年8月31日日丹诺夫病逝。
1948年9月4日柯西金（部长会议副主席、财政部长）通过问卷调查获得正式会员资格。
1949年3月7日沃兹涅先斯基通过问卷调查被解职。（列宁格勒案）

### 全联盟共产党（布尔什维克）第十九次代表大会（1952年10月）
这次大会将全联盟共产党（布尔什维克）党名改称苏联共产党，苏联共产党第十九次代表大会撤销了政治局、组织局的设置，改设主席团（25人）、主席团执行局（9人）和五人小组
主席团执行局成员
斯大林（中央总书记、部长会议主席、五人小组成员，1953年3月5日去世）
贝利亚（部长会议副主席、五人小组成员，1953年3月任部长会议第一副主席兼内务部长）1953年6月撤职
布尔加宁（部长会议副主席、五人小组成员，1953年3月任部长会议第一副主席兼国防部长，1955年2月后任部长会议主席）
伏罗希洛夫（苏联最高苏维埃主席团主席）
卡冈诺维奇（部长会议第一副主席）
马林科夫（书记处书记、部长会议副主席、五人小组成员，1953年6月后任部长会议主席，1955年2月改任部长会议副主席、电站部部长）
别尔乌辛（部长会议副主席，1955年起任部长会议第一副主席）
萨布罗夫（部长会议副主席、国家计划委员会主席）
赫鲁晓夫（书记处书记兼莫斯科市委第一书记、五人小组成员，1953年当选苏共中央第一书记）
1953年3月斯大林去世后，设立中央委员主席团（10人）取代中央委员的两个机构——主席团和主席团执行局
1953年3月主席团成员除了原来主席团执行局8人外，还增加以下2人
莫洛托夫（部长会议第一副主席兼外交部长）
米高扬（部长会议副主席兼贸易部长）
1955年7月又增补以下两人
基里钦科（乌克兰党委第一书记）
苏斯洛夫（书记处书记）
- 候补委员：勃列日涅夫、维辛斯基、兹维列夫、伊格纳托夫、卡巴诺夫、柯西金、帕托利切夫、别戈夫、普扎诺夫、杰沃森、尤金

### 苏联共产党第二十次代表大会（1956年2月）
主席团成员：除贝利亚届中被枪决外，二十大留任上届主席团全部11名成员（包括增补的2人）
赫鲁晓夫（苏共中央第一书记，1958年起兼任部长会议主席）
布尔加宁（部长会议主席）1958年9月免去
伏罗希洛夫（苏联最高苏维埃主席团主席）1960年7月免去
卡冈诺维奇（部长会议副主席、建筑材料工业部部长）1957年6月撤职
马林科夫（部长会议副主席、电站部部长）1957年6月撤职
米高扬（部长会议副主席、贸易部部长）
莫洛托夫（部长会议副主席、国家监察部部长）1957年6月撤职
别尔乌辛（部长会议副主席、中型机械制造工业部部长）1957年6月将为政治局候补委员
萨布罗夫（苏联部长会议副主席、国家计划委员会主席）1957年6月撤职
苏斯洛夫（书记处书记）
基里钦科（乌克兰党委第一书记）1960年5月免去
勃列日涅夫（书记处书记，1960年任苏联最高苏维埃主席团主席）1957年6月增补
阿里斯托夫（书记处书记、苏共中央俄罗斯联邦局副主席）1957年6月增补
别利亚耶夫（书记处书记、哈萨克党委第一书记）1957年6月增补，1960年5月免去
朱可夫（国防部部长）1957年6月增补，1957年10月免去
伊格纳托夫（高尔基州党委第一书记）1957年6月增补
科兹洛夫（书记处书记）1957年6月增补
库西宁（书记处书记）1957年6月增补
福尔采娃（书记处书记、政府文化部部长）1957年6月增补
什维尔尼克（苏共中央监察委员会主席）1957年6月增补
毛希丁诺夫（乌兹别克斯坦党委第一书记）1957年12月增补
柯西金（部长会议第一副主席）1960年5月增补
波德戈尔内（乌克兰党委第一书记）1960年5月增补
波利扬斯基（部长会议副主席）1960年5月增补
候补委员：勃列日涅夫（1957年6月增补为政治局委员）、朱可夫（1957年6月增补为政治局委员）、毛希丁诺夫（1957年12月增补为政治局委员）、福尔采娃（1957年6月增补为政治局委员）、什维尔尼克（1957年6月增补为政治局委员）、谢皮洛夫
1959年的苏共二十一大未作人事调整

### 苏联共产党第二十一次代表大会（1959年2月）
主席团成员：未作人事调整
赫鲁晓夫（苏共中央第一书记，兼任部长会议主席）
伏罗希洛夫（苏联最高苏维埃主席团主席）1960年7月免去
米高扬（部长会议副主席、贸易部部长）
别尔乌辛（部长会议副主席、中型机械制造工业部部长）1957年6月将为政治局候补委员
苏斯洛夫（书记处书记）
基里钦科（乌克兰党委第一书记）1960年5月免去
勃列日涅夫（书记处书记，1960年任苏联最高苏维埃主席团主席）
阿里斯托夫（书记处书记、苏共中央俄罗斯联邦局副主席）
别利亚耶夫（书记处书记、哈萨克党委第一书记）1960年5月免去
伊格纳托夫（高尔基州党委第一书记）
科兹洛夫（书记处书记）
库西宁（书记处书记）
福尔采娃（书记处书记、政府文化部部长）
什维尔尼克（苏共中央监察委员会主席）
毛希丁诺夫（乌兹别克斯坦党委第一书记）
柯西金（部长会议第一副主席）1960年5月增补
波德戈尔内（乌克兰党委第一书记）1960年5月增补
波利扬斯基（部长会议副主席）1960年5月增补

### 苏联共产党第二十二次代表大会（1961年10月）
主席团成员：上届主席团成员，除届中撤职免职外的14人，10人留任，阿里斯托夫、伊格纳托夫、福尔采娃、毛希丁诺夫未留任，新增1人
勃列日涅夫（苏联最高苏维埃主席团主席，1964年10月改任苏共中央第一书记）
沃罗诺夫（俄罗斯联邦部长会议主席）新任
科兹洛夫（苏共中央第二书记，1963年4月中风，1964年11月免去书记处书记职务）
柯西金（部长会议第一副主席，1964年10月改任部长会议主席）
库西宁（书记处书记，1964年5月去世）
米高扬（部长会议副主席、贸易部部长，1964年改任苏联最高苏维埃主席团主席）
波德戈尔内（乌克兰党委第一书记，1963年6月增补为书记处书记，1965年出任苏联最高苏维埃主席团主席）
波利扬斯基（部长会议副主席）
苏斯洛夫（书记处书记）
赫鲁晓夫（苏共中央第一书记兼部长会议主席）1964年10月撤职
什维尔尼克（苏共中央党务委员会主席兼苏共中央监察委员会主席）
基里连科（第聂伯罗彼得罗夫斯克州委第一书记） ，1962年4月增补
谢列平（书记处书记）1964年11月增补
谢列斯特（乌克兰党委第一书记）1964年11月增补
马祖罗夫（部长会议副主席） ，1965年3月增补
- 候补委员：格里申、马祖罗夫（1965年3月增补为政治局委员）、姆扎瓦纳泽、拉希多夫、谢尔比茨基

### 苏联共产党第二十三次代表大会（1966年3月）
改主席团为政治局
政治局委员：上届15人（包括增补4人）除届中撤职1人，去世1人外，10人留任，科兹洛夫、米高扬、什维尔尼克未留任，新增1人
勃列日涅夫（苏共中央总书记）
波德戈尔内（苏联最高苏维埃主席团主席）
柯西金（部长会议主席）
苏斯洛夫（书记处书记）
基里连科（书记处书记） 
谢列平（书记处书记，1967年9月免去书记处书记职务，转任全苏工会中央理事会主席）
马祖罗夫（部长会议第一副主席） 
波利扬斯基（部长会议第一副主席）
佩尔谢（苏共中央监察委员会主席）新任
沃罗诺夫（俄罗斯联邦部长会议主席）
谢列斯特（乌克兰党委第一书记） 
- 候补委员：格里申、杰米契夫、库纳耶夫、马谢罗夫、姆扎瓦纳泽、拉希多夫、乌斯季诺夫、谢尔比茨基

### 苏联共产党第二十四次代表大会（1971年3月）
政治局委员：上届11人全部留任，新增4人
勃列日涅夫（苏共中央总书记）
波德戈尔内（苏联最高苏维埃主席团主席）
柯西金（部长会议主席）
苏斯洛夫（书记处书记）
基里连科（书记处书记）
库拉科夫（书记处书记）新任
佩尔谢（苏共中央监察委员会主席）
谢列平（全苏工会中央理事会主席）1975年4月免去
马祖罗夫（部长会议第一副主席） 
波利扬斯基（部长会议第一副主席）
安德罗波夫（国家安全委员会主席） ，1973年4月增补
格列奇科（国防部长） ，1973年4月增补
葛罗米柯（外交部长） ，1973年4月增补
格里申（莫斯科市委第一书记）新任
沃罗诺夫（俄罗斯联邦部长会议主席）1973年4月免去
谢列斯特（乌克兰党委第一书记）1973年4月免去
谢尔比茨基（乌克兰部长会议主席）新任
库纳耶夫（哈萨克党委第一书记）新任
- 候补委员：安德罗波夫（1973年4月增补为政治局委员）、杰米契夫、马谢罗夫、姆扎瓦纳泽、拉希多夫、乌斯季诺夫

### 苏联共产党第二十五次代表大会（1976年2月）
政治局委员：上届18人（包括增补的3人）除届中免去的沃罗诺夫、谢列斯特、谢列平外，14人留任，波利扬斯基未连任，新增2人
勃列日涅夫（苏共中央总书记，1977年起兼任苏联最高苏维埃主席团主席）
波德戈尔内（苏联最高苏维埃主席团主席，1977年5月免去）
柯西金（部长会议主席）1980年10月免去
苏斯洛夫（书记处书记）
基里连科（书记处书记）
库拉科夫（书记处书记）1978年7月去世
契尔年科（书记处书记）1978年11月增补 
乌斯季诺夫（书记处书记）新任
戈尔巴乔夫（书记处书记）1980年10月增补 
佩尔谢（苏共中央监察委员会主席）
安德罗波夫（国家安全委员会主席）
吉洪诺夫（部长会议第一副主席，1980年出任部长会议主席）1979年11月增补 
马祖罗夫（部长会议第一副主席）1978年11月免去
格列契科（国防部长）
葛罗米柯（外交部长）
格里申（莫斯科市委第一书记）
罗曼诺夫（列宁格勒市委第一书记）新任
谢尔比茨基（乌克兰党中央第一书记）
库纳耶夫（哈萨克党委第一书记）
- 候补委员：阿利耶夫、杰米契夫、马谢罗夫、波诺马廖夫、拉希多夫、索洛缅采夫

### 苏联共产党第二十六次代表大会（1981年2月）
政治局委员：上届19人（包括增补的3人）除届中免去的波德戈尔内、马祖罗夫、柯西金，届中去世的库拉科夫外，14人留任，格列契科未连任，无新增委员
勃列日涅夫（苏共中央总书记兼苏联最高苏维埃主席团主席）1982年11月去世
吉洪诺夫（部长会议主席）1985年10月免去
雷日科夫（部长会议主席）1985年4月增补
苏斯洛夫（书记处书记）1982年1月去世
基里连科（书记处书记）1982年11月免去 
契尔年科（书记处书记，1984年2月任苏共中央总书记，1985年3月去世）
戈尔巴乔夫（书记处书记，1985年3月任苏共中央总书记）
利加乔夫（书记处书记）1985年4月增补
安德罗波夫（国家安全委员会主席，1982年5月增补为书记处书记，1982年11月任苏共中央总书记，1984年2月去世）
切布里科夫（国家安全委员会主席）1985年4月增补
佩尔谢（苏共中央监察委员会主席）1983年5月去世
索洛缅采夫（苏共中央监察委员会主席）1983年12月增补 
阿利耶夫（部长会议第一副主席）1982年11月增补 
乌斯季诺夫（国防部长）1984年12月去世
葛罗米柯（外交部长）
谢瓦尔德纳泽（外交部长）1985年7月增补
沃罗特尼科夫（俄罗斯联邦部长会议主席）1983年12月增补
库纳耶夫（哈萨克共产党第一书记）
谢尔比茨基（乌克兰共产党第一书记）
格里申（莫斯科市委第一书记）
罗曼诺夫（列宁格勒市委第一书记，1983年6月增补为书记处书记）1985年7月免去
- 候补委员：阿利耶夫、杰米契夫、基谢廖夫、库兹涅佐夫、波诺马廖夫、拉希多夫、索洛缅采夫（1983年12月增补为政治局委员）、谢瓦尔德纳泽（1985年7月增补为政治局委员）

### 苏联共产党第二十七次代表大会（1986年2月）
政治局委员： 上届21人（包括增补的7人）除届中免去的基里连科、罗曼诺夫、吉洪诺夫，届中去世的勃列日涅夫、安德罗波夫、契尔年科、苏斯洛夫、佩尔谢、乌斯季诺夫外，11人留任，格里申未连任，新增1人
戈尔巴乔夫（苏共中央总书记）
阿利耶夫（部长会议第一副主席）1987年10月免去 
沃罗特尼科夫（俄罗斯联邦部长会议主席）
葛罗米柯（苏联最高苏维埃主席团主席）1988年9月免去 
扎伊科夫（莫斯科市委第一书记）新任
库纳耶夫（哈萨克党委第一书记）1987年1月免去 
利加乔夫（书记处书记）
雷日科夫（部长会议主席）
索洛缅采夫（苏共中央监察委员会主席）1988年9月免去 
切布里科夫（国家安全委员会主席）1989年9月免去
谢瓦尔德纳泽（外交部长）
谢尔比茨基（乌克兰党中央第一书记）1989年9月免去
斯柳尼科夫（苏共中央社会经济政策委员会主席）1987年6月增补
雅科夫列夫（苏共中央国际政策委员会主席）1987年6月增补
尼科诺夫（书记处书记）1987年6月增补，1989年9月免去
梅德韦杰夫（苏共中央意识形态委员会主席）1988年9月增补
克留奇科夫（国家安全委员会主席）1989年9月增补
马斯柳科夫（部长会议第一副主席）1989年9月增补
伊瓦什科（苏共中央副总书记）1988年12月增补
候补委员：杰米契夫、多尔吉赫、叶利钦、斯柳尼科夫（1987年6月增补为政治局委员）、索科洛夫、索洛维约夫、塔雷津

### 苏联共产党第二十八次代表大会（1990年7月）
政治局委员：上届19人（包括增补的7人）除届中免去的阿利耶夫、葛罗米柯、库纳耶夫、索洛缅采夫、切布里科夫、谢尔比茨基外，仅戈尔巴乔夫、伊瓦什科留任
戈尔巴乔夫（苏共中央总书记）
伊瓦什科（苏共中央副总书记）
布罗基亚维丘斯（立陶宛共产党第一书记）新任
贡巴里泽（格鲁吉亚共产党第一书记）新任，1991年1月撤职
古连科（乌克兰共产党第一书记）新任
扎索霍夫（书记处书记）新任
卡里莫夫（乌兹别克共产党第一书记）新任
卢钦斯基（摩尔达维亚共产党第一书记）新任
马萨利耶夫（吉尔吉斯共产党第一书记）新任
马赫卡莫夫（塔吉克共产党第一书记）新任
莫夫西相（亚美尼亚共产党第一书记）新任，1990年12月撤职
穆塔利博夫（阿塞拜疆共产党第一书记）新任
纳扎尔巴耶夫（哈萨克共产党第一书记）新任
尼亚佐夫（土库曼共产党第一书记）新任
波洛兹科夫（俄罗斯共产党中央第一书记）新任
普罗科菲耶夫（莫斯科市委第一书记）新任
鲁比克斯（拉脱维亚共产党第一书记）新任
谢苗诺娃（书记处书记）
西拉里（政治局委员）新任
索科洛夫（白俄罗斯共产党第一书记）新任，1990年12月撤职
斯特罗耶夫（书记处书记）新任
弗罗洛夫（《共产党人》主编）新任
舍宁（书记处书记）新任
亚纳耶夫（书记处书记、副总统）新任，1991年1月撤职
马洛费耶夫（白俄罗斯共产党第一书记）新任
波戈相（亚美尼亚共产党第一书记）新任，1991年7月撤职
安努斯（政治局委员）1991年1月增补
阿曼巴耶夫（吉尔吉斯共产党第一书记）1991年4月增补
叶列梅（摩尔达维亚共产党第一书记）1991年4月增补
苏尔科夫（苏军全军党委书记）1991年4月增补